# Littérature asiatique
La littérature asiatique comprend notamment : 

## Ordre alphabétique
- la littérature arménienne
- la littérature azerbaïdjanaise
- la littérature birmane
- la littérature cambodgienne
- la littérature chinoise
- la littérature coréenne
- la littérature géorgienne
- la littérature hongkongaise
- la littérature indienne
- la littérature indonésienne
- la littérature israélienne
- la littérature japonaise
- la littérature kabarde
- la littérature kazakhe
- la littérature kirghize
- la littérature kurde
- la littérature laotienne
- la littérature libanaise
- la littérature malaisienne
- la littérature mongole
- la littérature ouïghoure
- la littérature ouzbèke
- la littérature pakistanaise
- la littérature persane
- la littérature des Philippines
- la littérature singapourienne
- la littérature syrienne
- la littérature tadjike
- la littérature de Taïwan
- la littérature tamoule classique
- la littérature tamoule moderne
- la littérature thaïlandaise
- la littérature tibétaine
- la littérature turque
- la littérature vietnamienne

## Zones géographiques

### Asie du Nord
- la littérature mongole
- Mandchourie
- Sibérie
- Extrême-Orient russe :
  - Iakoutes (langue turque)
  - Inuits, Aléoutes, Yupiks de Sibérie (langues eskimo-aléoutes)
  - Tchouktches, Koriaks, Kereks, Itelmènes (langues tchoukotko-kamtchatkiennes)
  - Evenks, Évènes, Hezhens, Orotches, Oultches, Oudegéïs (langues toungouses)
  - Youkaguirs, Nivkhes, Aïnous (isolat)
  - Littérature bouriate (es), en langue bouriate
  - Littérature komi (es), de langue komi
  - Littérature yakoute (es)

### Asie duCaucase
- Langues dans les pays caucasiens

- Nord
  - Littérature bachkir (en), de langue bachkir
  - Littérature kalmouk (es), en langue kalmouk
  - Littérature kalmouk (es), en langue kalmouk
  - Littérature mordve (ca), en langues mordves
  - Littérature ossète (en), en langue ossète
  - Littérature oudmourte (ca), en langue oudmourte
  - Littérature tatare
  - Littérature tchétchène[1]
  - Littérature tchouvache (en)

- Sud
  - Arménie : Littérature arménienne
  - Azerbaïdjan : Littérature azerbaïdjanaise
  - Géorgie : Littérature géorgienne
  - Littérature abkhaze (en)

### Asie centrale
- Kazakhstan :  Littérature kazakhe
- Kirghizistan : littérature kirghize
- Ouzbékistan : Littérature ouzbèke, Écrivains ouzbeks
- Tadjikistan : Littérature tadjike
- Turkménistan : Littérature turkmène, littérature turkmène (aperçu)

### Proche-Orient ou Moyen-Orient ouAsie de l'Ouest
- Arabie saoudite, Bahreïn, Koweït, Qatar, EAU, Oman, Yémen...
  - littérature en Arabie saoudite
  - littérature de Bahreïn (en)
  - littérature des EAU
  - littérature du Koweït
  - littérature d'Oman
  - littérature du Qatar
  - littérature du Yémen

- Syrie, Irak, Jordanie : littérature syrienne, littérature kurde, littérature jordanienne, littérature irakienne[2],
- Iran : littérature persane
- Israël : littérature israélienne, littérature palestinienne
- Liban : littérature libanaise
- Turquie : littérature turque, littérature kurde

### Asie du Sud
- Afghanistan : littérature afghane
- Bangladesh : littérature au Bangladesh
- Bhoutan : littérature du Bhoutan
- Inde : littérature indienne
  - littérature bengalie
  - littérature bhojpuri (en)
  - littérature cachemiri (en)
  - littérature gujarati (en)
  - Littérature hindi
  - littérature kannada (en)
  - littérature malayalam (en)
  - littérature marathi (en)
  - littérature odia (en)
  - littérature ourdou (en)
  - littérature pundjabi (en)
  - littérature rajasthani (en)
  - littérature sanskrite
  - littérature sindhi (en)
  - littérature tamoule classique, littérature tamoule moderne
  - littérature telugu (en)
  - littérature toulou
  - littérature du nord-est de l'Inde (en)
    - littérature meitei (en)
    - littérature mizo (en)
    - littérature d'Assam (en)
- Maldives : littérature des Maldives
- Népal : littérature du Népal (en)
- Pakistan : littérature pakistanaise
  - Littérature en pashtou (en)
  - Littérature en saraiki (en)
  - Littérature pakistanaise en anglais (en)
- Sri Lanka : littérature srilankaise

### Asie de l'Est
- Chine : littérature chinoise
- Corée (nord et sud): littérature coréenne
- Hong Kong : littérature hongkongaise
- Japon : littérature japonaise
- Macao : littérature macanaise (en)
- Mongolie : littérature mongole
- Singapour : littérature singapourienne
- Taïwan : littérature taïwanaise
- Tibet : littérature tibétaine

### Asie du Sud-Est
- Birmanie : littérature birmane
- Brunei : littérature du Brunei
- Cambodge : littérature cambodgienne
- Indonésie : littérature indonésienne , littérature balinaise, littérature javanaise, littérature soundanaise
- Laos : littérature laotienne
- Malaisie : littérature malaisienne
- Philippines : littérature des Philippines
- Singapour : littérature singapourienne
- Thaïlande : littérature thaïlandaise
- Timor Oriental : littérature est-timoraise
- Viêt Nam : littérature vietnamienne

### Prix littéraires
- Prix littéraire de l'Asie (francophonie)